# Angus Macfadyen
Pour les articles homonymes, voir Macfadyen.
Angus Macfadyen, né le 21 septembre 1963 à Glasgow (Écosse), est un acteur écossais.
Il est notamment connu pour avoir interprété Robert Bruce dans Braveheart de Mel Gibson, Dupont dans Equilibrium de Kurt Wimmer et Jeff Denlon dans Saw 3 de Darren Lynn Bousman. 
Il a joué dans les films Broadway, 39ème rue de Tim Robbins, Titus avec Anthony Hopkins, Calibre 45 avec Milla Jovovich, Nouveau Départ de Cameron Crowe et The Lost City of Z de James Gray.
Il tient l'un des rôles principaux dans la série Miracles et il joue le rôle de Marcus Crassus dans la mini-série Spartacus.
Il a fait aussi plusieurs apparitions dans les séries : Californication, Esprits criminels, Lie to Me, Psych : Enquêteur malgré lui, Alias, Chuck et Superman et Lois.

## Filmographie

### Au cinéma
- 1995 : Braveheart de Mel Gibson : Robert Bruce
- 1997 : Snide and Prejudice (en) de Philippe Mora : Michael Davidson / Adolf Hitler
- 1997 : Magic Warriors (Warriors of Virtue) de Ronny Yu : Komodo
- 1997 : Quand le destin s'en mêle (Still Breathing) de James F. Robinson : Philip
- 1998 : Lani Loa – The Passage (en) de Sherwood Hu : Turner
- 1998 : The Brylcreem Boys (en) de Terence Ryan : le comte Rudolph von Stegenbek
- 1999 : Broadway, 39ème rue (Cradle Will Rock) de Tim Robbins : Orson Welles
- 1999 : Titus de Julie Taymor : Lucius
- 2002 : Les Divins Secrets (Divine Secrets of the Ya-Ya Sisterhood) de Callie Khouri : Connor McGill
- 2002 : Equilibrium de Kurt Wimmer : Dupont
- 2005 : Shooting Gallery de Keoni Waxman : Tenderloin Tony
- 2005 : Fatwa : Bobby
- 2005 : The Virgin of Juarez : Patrick Nunzio
- 2005 : Calibre 45 (.45) de Gary Lennon : Big Al
- 2006 : The Pleasure Drivers (en) d'Andrzej Sekuła : Bill
- 2006 : Saw 3 de Darren Lynn Bousman : Jeff Reinhart
- 2007 : Redline : Michael
- 2007 : Saw IV : Jeff Reinhart
- 2011 : Hirokin : Moss
- 2012 : Nouveau Départ (We Bought a Zoo) de Cameron Crowe : Peter MacCready
- 2013 : Copperhead de Ron Maxwell : Jee Hagadorn
- 2017 : The Lost City of Z de James Gray : James Murray
- 2019 : Robert the Bruce de Richard Gray : Robert Bruce (également scénariste et producteur)
- 2020 : Steel Rain 2: Summit de Yang Woo-seok : le président des États-Unis
- 2024 : Horizon : Une saga américaine, chapitre 1 (Horizon: An American Saga – Chapter 1) de Kevin Costner : Desmarais

### À la télévision
- 1991 : The Lost Language of Cranes : Philip
- 1991 : Soldier Soldier (série) : Lt. Alex Pereira
- 1993 : 15: The Life and Death of Philip Knight : David McBride
- 1994 : Takin' Over the Asylum (série) : Fergus
- 1994 : Two Golden Balls : Dexter
- 1995 : Liz - La vie d'Elizabeth Taylor (Liz: The Elizabeth Taylor Story) : Richard Burton
- 1998 : Les Rois de Las Vegas (The Rat Pack) : Peter Lawford
- 2000 : Jason et les Argonautes (Jason and the Argonauts) (téléfilm) : Zeus
- 2000 : Miracles (série) : Alva Keel
- 2004 : Spartacus : Marcus Crassus
- 2004 : 5 jours pour survivre (5ive Days to Midnight) (minisérie) : Roy Bremmer
- 2005 : Alias : Joseph Ehrmann (saison 5, épisode 7, 12 et 13)
- 2006 : Le Trésor de Barbe-Noire (Blackbeard) (minisérie) : Blackbeard
- 2007 : Alerte tsunamis (en) (Killer Wave) de Bruce McDonald (mini-série, épisodes 1 et 2) : John McAdams
- 2008 : Assurance suicide (Clean Break) : Matt McKay
- 2008 : Californication : Julian Self
- 2010 : Lie to Me : Jimmy Doyle
- 2010 : Psych : Enquêteur malgré lui (saison 5, épisode 5) : Logan Paget
- 2011 : Esprits criminels (saison 6, épisode 13 et 14) : Sean McAllister
- 2011 : Chuck : Nicholas Quinn
- 2014 : Turn : Robert Rogers
- 2021 : Superman et Lois : Jor-El

## Voix françaises
| - Bernard Lanneau dans : - Braveheart - Jason et les Argonautes (mini-série) - Assassins Run - Maurice Decoster dans : - Saw 3 - Saw 4 - Saw 5 - Guillaume Orsat dans : - Esprits criminels (série télévisée) - Assurance suicide - Lionel Tua dans : - Les Divins Secrets - Alerte Tsunamis | Et aussi - Dominique Collignon-Maurin dans Magic Warriors - Daniel Lafourcade dans Les Rois de Las Vegas - Pierre Dourlens dans Titus - Pierre Forest dans Equilibrium - Gilles Morvan dans Calibre 45 - Mathieu Rivolier dans Retour à Legend City - Jérôme Pauwels dans Nouveau Départ - Frédéric Souterelle dans The Lost City of Z - Michel Papineschi dans Superman et Loïs (série télévisée) Voix françaises de l'acteur sur RS Doublage |